# Домінік Ентоні Антонеллі
Домінік Ентоні Антонеллі (англ. Dominic Anthony Antonelli; нар. 23 серпня 1967, Детройт, штат Мічиган, США) — американський інженер в галузі аерокосмічної техніки, льотчик Військово-морського флоту США, астронавт США. Здійснив один космічний політ як пілот шаттла STS-119. Призначений в екіпаж експедиції STS-132. Загальний наліт на 41 типі літальних апаратів понад 3200 годин (на 2007 рік).

## Освіта
- 1985 — закінчив середню школу «Дуглас Берд Хай Скул» (англ. Ashland-Greenwood High School) Файєтвіллі, штат Північна Кароліна.
- 1989 — закінчив Массачусетський технологічний інститут (англ. Massachusetts Institute of Technology) і здобув ступінь бакалавра в галузі аеронавтики й астронавтики.
- 1997 — закінчив школу льотчиків-випробувачів ВПС США як обмін курсант військово-морського флоту.
- 2002 — закінчив Вашингтонський університет (англ. Iowa State University), здобув ступінь магістра в галузі аеронавтики й астронавтики.

## Військова служба

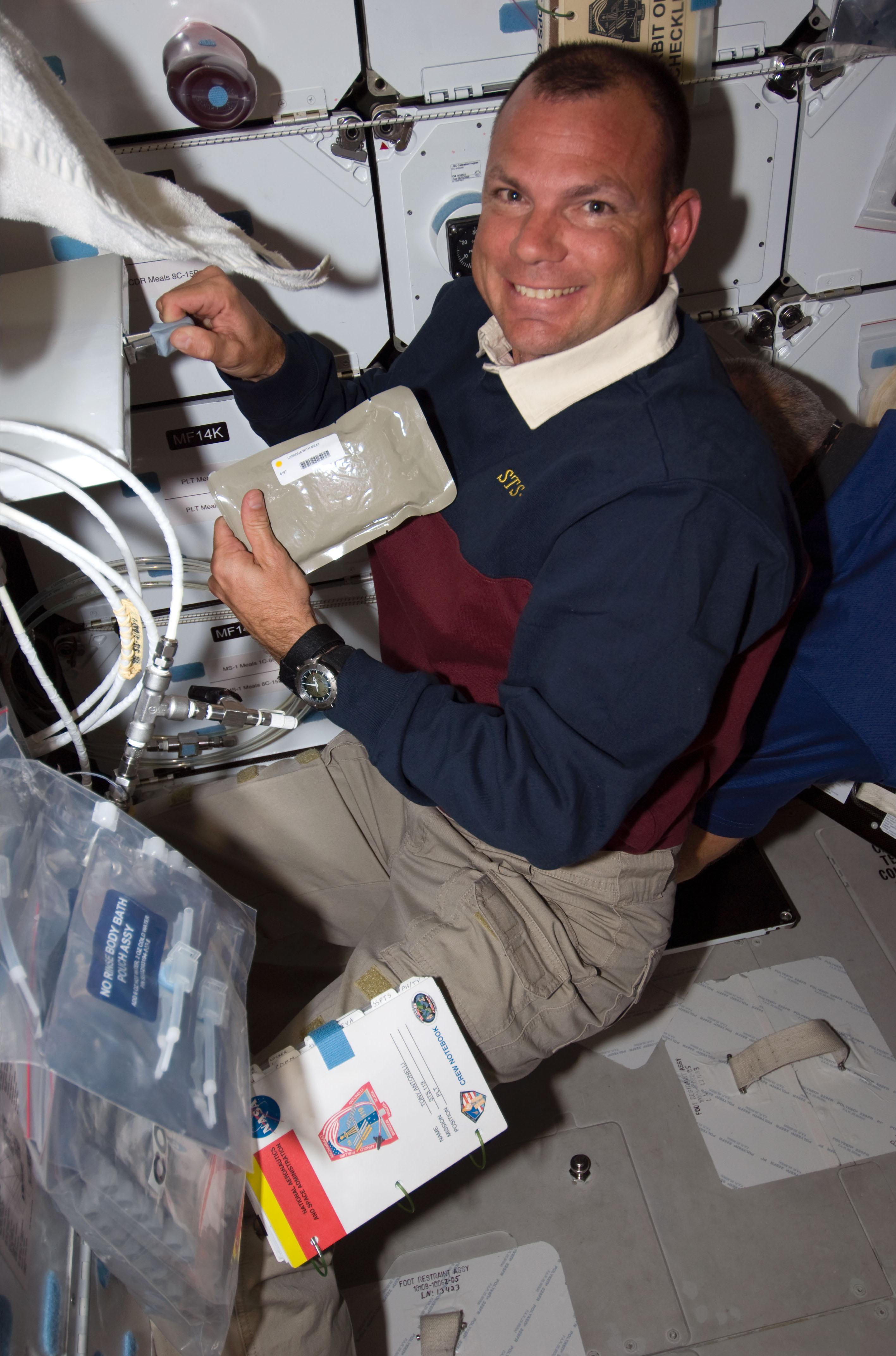
Антонеллі під час польоту на «STS-119»

- 1991 — почав військову службу льотчика Військово-морського флоту США на авіаносці «Німіц» у 146-ї винищувальної ескадрильї, літав на F/A-18C «Hornet». У 1996 був учасником операції «Південний дозор» в Іраку. Брав участь у випробуваннях різних технічних і обчислювальних систем винищувача F/A-18C.
- У 2000 мав звання лейтенанта ВМС США, у 2003 — лейтенанта-коммандера ВМС США, у 2007 — коммандера ВМС США.

## «Космічна» кар'єра
- 26 липня 2000 — відібраний кандидатом у загін астронавтів НАСА як пілот шаттла. Пройшов повний курс загальної космічної підготовки, зарахований до Відділення шаттлів Відділу астронавтів НАСА.
- У жовтні 2007 — призначений пілотом в екіпаж експедиції STS-119, старт якого був здійснений у березні 2009, тривалість польоту становила 12 діб 19 годин 29 хвилин і 41 секунда.
- У травні 2009 — призначений пілотом корабля експедиції STS-132, старт якого намічений на травень 2010 року.

## Нагороди та почесні звання
- Медаль ВМС США «За заслуги»
- Медаль ВМС США «За досягнення» (двічі)
- медаль НАСА «За виняткові досягнення»